# クレド岡山

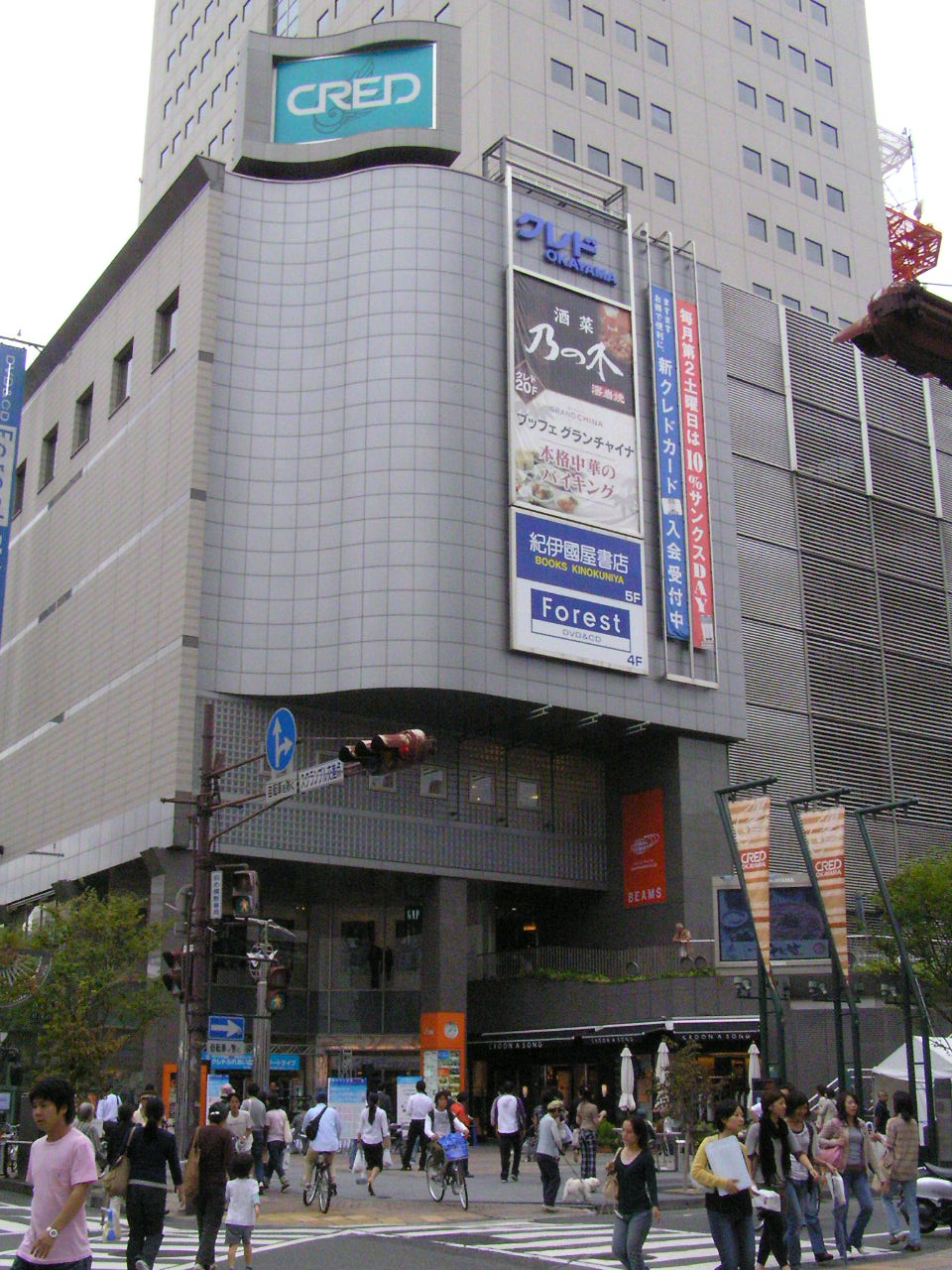
玄関

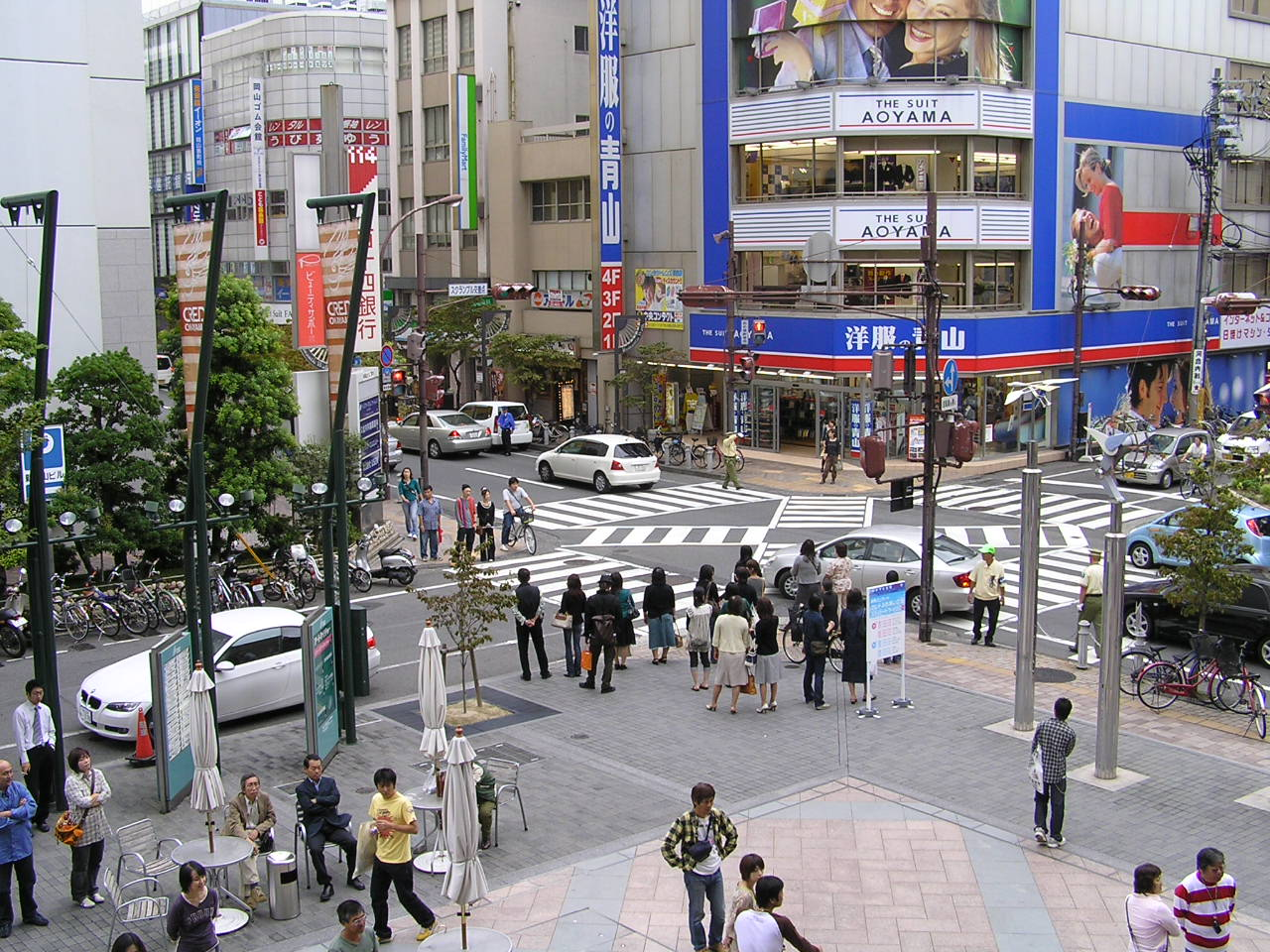
NTTクレド岡山ビル前のスクランブル交差点

クレド岡山（クレドおかやま）は岡山県岡山市北区中山下にある複合型のビルである。正式名称はNTTクレド岡山ビル（エヌティティクレドおかやまビル、NTT Cred Okayama Building）。

## 概要

### 主な概説
デベロッパーのNTTクレドにより開発され、現在はNTT都市開発により運営されている。繁華街である表町地区に近接する商業施設で、岡山では有数の高層ビルになっている。屋上にはヘリコプターによる救出が可能なヘリコプター用ホバリングデッキが設けられている。

### 建築概要
- 敷地面積：4,160.86m2
- 延床面積：38,247.26m2
- 構造：地下 - SRC造 地上 - S造
- 規模：地上21階、地下2階
- 竣工：1999年2月
- 空調設備：中央熱源方式
- 店舗数：18
- 駐車場：345台[1]

## フロア構成と主なテナント

### フロア構成
1階から6階は衣料、雑貨、書籍、飲食店等の専門店及び学習塾、8階は各種医療機関と薬局等が入居。また、パウダールーム、授乳室にベビーカーも入れる多目的化粧室を設けるなど、全体的に女性客を意識したフロア構成になっている。
- 21～20階 - スカイビューレストラン
- 19階～7階 - クリニック／サービス／オフィス：アートネイチャー（9階）・岡山エフエム放送（11階）・日本政策投資銀行岡山事務所（12階）・NTT西日本岡山リモートサポートセンタ（14階）・ヒューマンアカデミー岡山校（15階）・独立行政法人高齢・障害者雇用支援機構岡山障害者職業センター（17階）
- 6階 - サービス：能開センター岡山校
- 5階 - オフィスフロア：日本カストディ銀行岡山センター[2]
- 4階 - サービス：TKPガーデン岡山（貸会議室・貸ホール）
- 3階 - 雑貨／カフェ：ウエスギ・ファブリックス・art space MUSEE・CAFE NICO・アイラッシュサロン ブラン・ゼクシィ相談カウンター
- 2階 - 書籍&DVD・CD／カフェ：紀伊國屋書店（2020年６月11日リニューアルオープン）・うのまち珈琲店（2020年７月上旬オープン）
- 1階 - レディス／メンズファッション：ビームス・ザ・ノース・フェイス・コロンビアスポーツウェア・マリークヮント・ロぺビクニック・ドゥース・インフォメーション・ATM・コインロッカー
- 地下1階～地下2階 - クレドパーキング

### 主なテナント
商業フロアのかつてのテナントは以下の通りである。
- 6階 - ビューティー・ブライダル／カフェ
- 5階 - ザ・ライブラリー：紀伊國屋書店
- 4階 - DVD・CD・輸入雑貨／カフェ：紀伊國屋書店フォレスト
- 3階 - レディス・メンズファッション・服飾雑貨：ビームス
- 2階 - レディス・メンズ・キッズファッション：ギャップ・ザ・ノース・フェイス
- 1階 - レディス・メンズファッション・服飾雑貨：インフォメーション・ATM・コインロッカー

※ イオンモール岡山開業後はギャップなどがイオンモール岡山内に移転し、商業フロアのテナントは縮小傾向にある。

## 周辺施設
- NTT西日本岡山支店
- 岡山中央郵便局
- 川崎医科大学総合医療センター
- 天満屋岡山店
- 岡山表町商店街
- 天満屋バスステーション

## 交通アクセス
- 両備バス・岡電バス・中鉄バス・下電バス NTT岡山前バス停下車。
- 岡山電気軌道清輝橋線 郵便局前電停下車。